# جون بوريل
جون بوريل (بالإنجليزية: John Burrell)‏ هو لاعب كرة قدم أمريكية أمريكي، ولد في 22 نوفمبر 1940 في فورت وورث في الولايات المتحدة.

## وصلات خارجية
- جون بوريل على موقع مرجع كرة القدم المحترفة.كوم (الإنجليزية)